# Marburg (Duitsland)

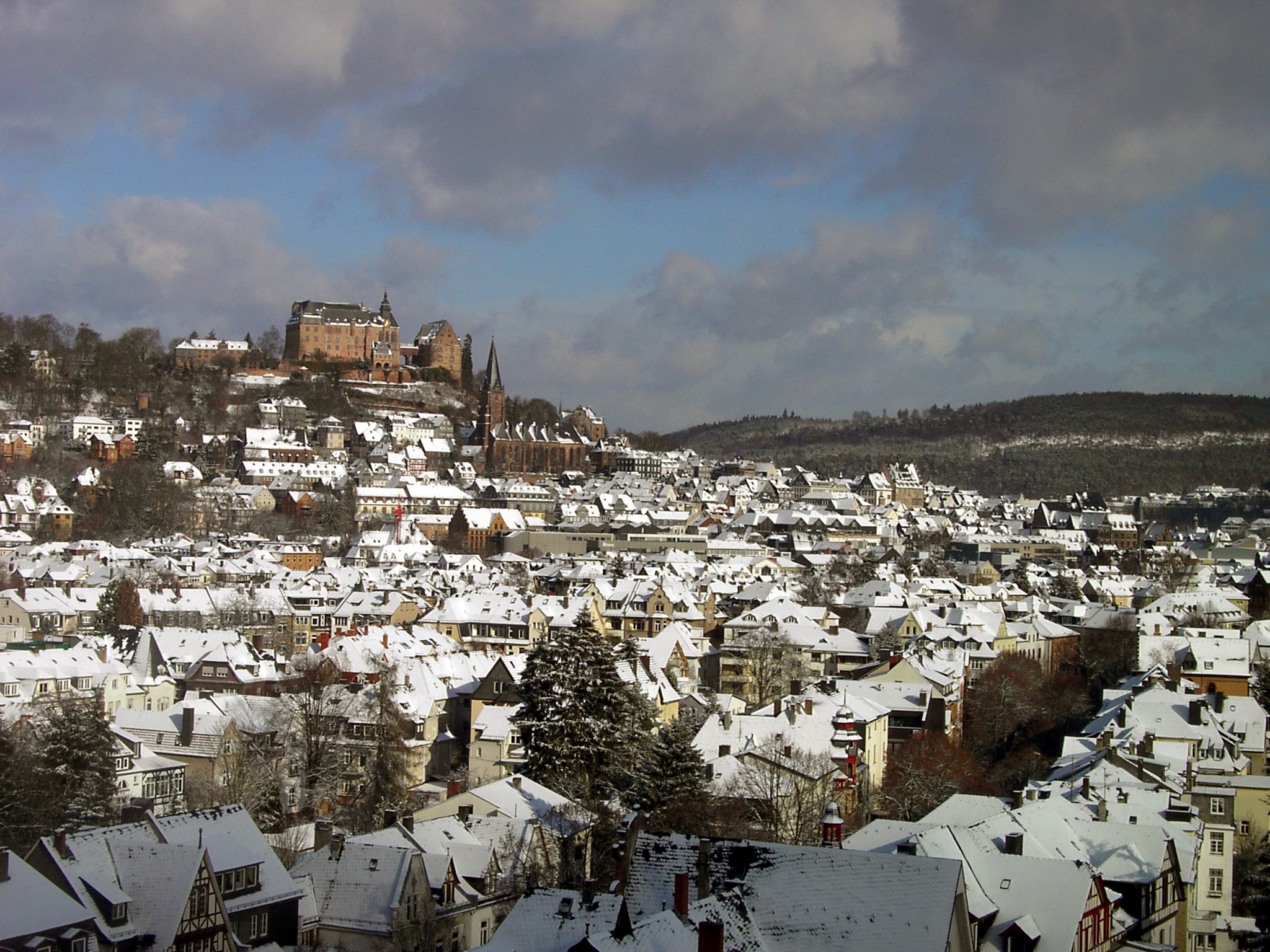
Uitzicht op de besneeuwde daken van Marburg

Marburg (vóór 1977: Marburg (Lahn)) is een plaats in de Duitse deelstaat Hessen. Het is de Kreisstadt van de Landkreis Marburg-Biedenkopf en heeft binnen de Landkreis Sonderstatus. De stad telt 76.401 inwoners.

## Geografie
Marburg heeft een oppervlakte van 124,5 km² en ligt in het centrum van Duitsland, iets ten westen van het geografisch middelpunt.
De stad ligt aan de rivier de Lahn en heeft een goed bewaard middeleeuws stadscentrum. Marburg geniet vooral bekendheid door zijn universiteit, de Philipps-Universität, die in 1527 de eerste protestantse universiteit ter wereld was. De stichter en naamgever was Filips I van Hessen.

## Stadsindeling
De stad Marburg bestaat uit de kernstad en 20 stadsdelen. Deze stadsdelen zijn:
- Bauerbach (1.630 inwoners)
- Bortshausen (245 inwoners)
- Cappel (ca. 6.500 inwoners)
- Cyriaxweimar (ca. 600 inwoners)
- Dagobertshausen (441 inwoners)
- Dilschhausen (178 inwoners)
- Elnhausen (1.275 inwoners)
- Ginseldorf (817 inwoners)
- Gisselberg (915 inwoners)
- Haddamshausen (580 inwoners)
- Hermershausen (406 inwoners)
- Marbach (3.250 inwoners)
- Michelbach (ca. 1.900 inwoners)
- Moischt (ca. 1.200 inwoners)
- Ockershausen (ca. 5.600 inwoners)
- Richtsberg (ca. 9.000 inwoners)
- Ronhausen (242 inwoners)
- Schröck (1.838 inwoners)
- Wehrda (ca. 6.500 inwoners)
- Wehrshausen (807 inwoners)

Daarnaast heeft de stad 12 zogenaamde stadsdeelgemeenten: Afföller, Badestube, Glaskopf, Hansenhaus, Ketzerbach, Oberstadt, Ortenberg, Südviertel, Tannenberg, Waldtal, Weidenhausen, Zahlbach.

## Cultuur

### Theater
Naast gastvertoningen van boulevardtheaters of musicalensembles in de Stadthalle (gemeentezaal) beschikt Marburg over drie vrije theaters en het theater van Hessen (Hessisches Landestheater):
- Theater Gegenstand, Waggonhalle (eigen producties, „Marburg Hope“ Live Soap en Improtheatershow)
- Marburger Theaterwerkstatt, „german stage service“ (producties op internationale festivals)
- Hessisches Landestheater Marburg (vijf plaatselijke bühnes en openluchtvertoningen)
- Schnaps & Poesie Theater (eigen locatie)

Jaarlijks worden in Marburg ruim een half miljoen bioscooptickets verkocht. Het bioscoopbezoek speelt dus een belangrijke rol in de vrijetijdsbesteding van de Marburgers. Er zijn 14 commerciële bioscoopzalen op drie locaties, waarvan zeven zalen in de Cineplex-bioscoop. Gedurende de zomermaanden worden openluchtvertoningen georganiseerd in het kasteelpark.

### Muziek
Het muzikale aanbod is groot. Drie cultuurcentra zorgen voor een brede waaier aan muziekstijlen. Talrijke verenigingen vullen het plaatselijke muziekleven aan:
- Big Band des VfL 1860 Marburg
- Kulturladen KFZ, sinds 1977 („Kommunikations- und Freizeit-Zentrum“)
- g-werk (vroeger: Café Trauma, german stage service)
- Waggonhalle (culturele evenementen en theatercentrum)
- Jazzinitiative Marburg (sinds 1980)
- Folkclub Marburg (folk- en wereldmuziek, sinds 1974)
- Marburger Bachchor
- Marburger Konzertchor
- Kurhessische Kantorei Marburg
- Vokalensemble Canticum Antiquum
- Polizeichor Marburg (politiekoor)
- UniChor Marburg
- Konzertverein Marburg (klassieke muziek)
- Marburger MusikerInnen Verein (groepering van rockbands)
- OnStage (musicalvereniging)
- Sinfonisches Orchester des VfL 1860 Marburg
- Studenten-Sinfonie-Orchester Marburg
- Junge Marburger Philharmonie

Naast zes commerciële discotheken zijn er talrijke after-work-party's.

### Musea
Marburg biedt behalve twee privégalerijen, meerdere kunstenaarsateliers en verschillende tentoonstellingslocaties ook zes musea waarvan vijf toebehoren aan de universiteit.
- Universitätsmuseum für Kunst und Kulturgeschichte (universiteitsmuseum voor kunst en cultuurgeschiedenis)
  - Universitätsmuseum für Bildende Kunst (universiteitsmuseum voor beeldende kunsten)
  - Universitätsmuseum für Kulturgeschichte (universiteitsmuseum voor cultuurgeschiedenis)
- Museum Anatomicum
- Mineralogisches Museum
- Religionskundliche Sammlung (godsdienstige verzameling)

Andere musea:
- Neue Marburger Kunsthalle
- 1. Deutschen Polizeioldtimer Museum (1e Duitse politie-oldtimermuseum)
- Kindheits- und Schulmuseum (kinderjaren- en schoolmuseum)

## Bezienswaardigheden en toerisme

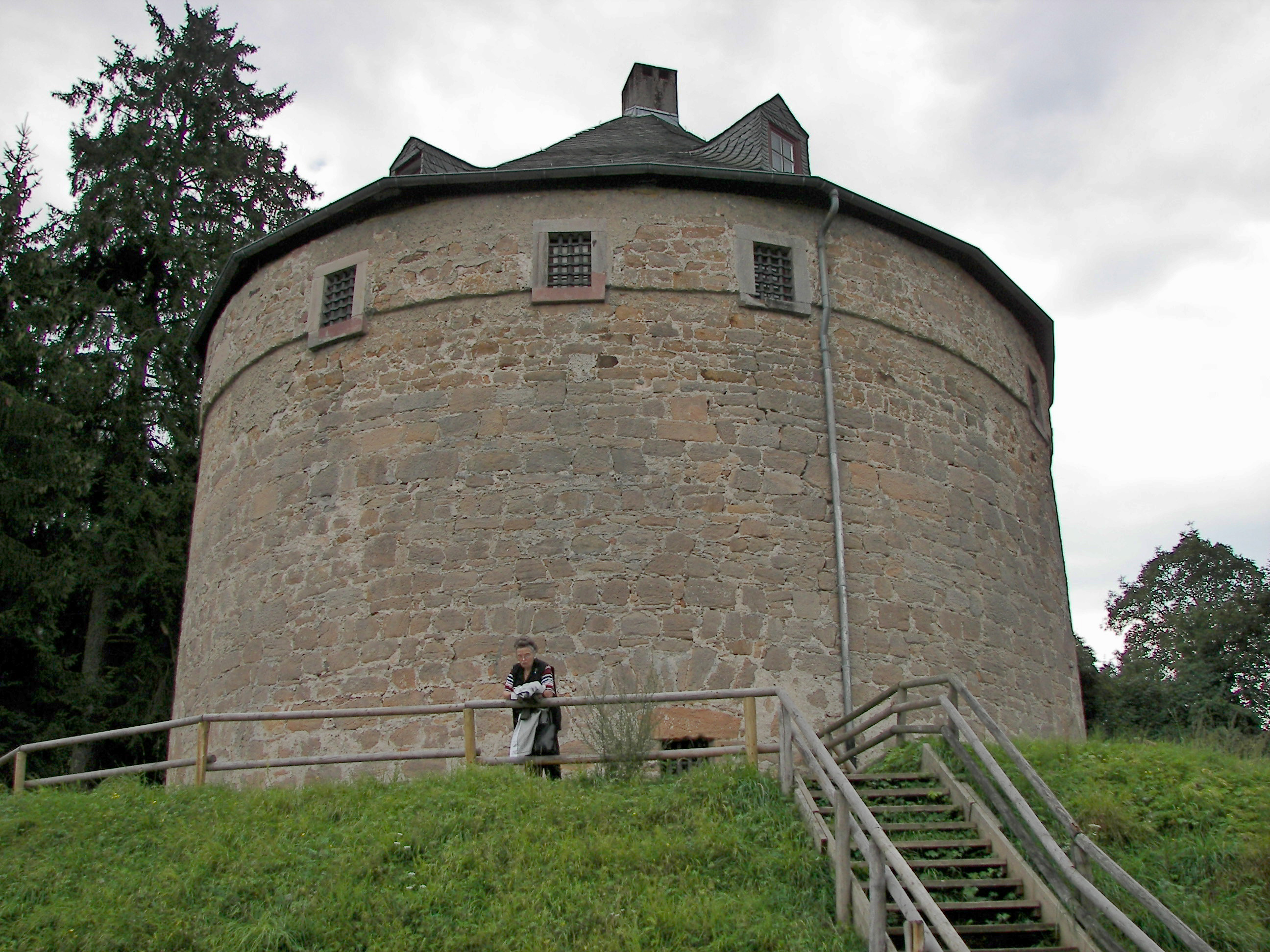
Hexenturm (heksentoren)

### Elisabethkirche (de kerk van de Heilige Elisabeth)
De Elisabethkirche, door de Marburgers gewoonlijk verkort tot "E-Kirche", is de oudste gotische kerk op Duits grondgebied en waarschijnlijk het meest bekende gebouw van Marburg. Het graf van de Heilige Elisabeth van Thüringen bevindt zich in de kerk. Het bouwwerk werd in 1235 begonnen en was in 1283 voltooid. In de late middeleeuwen werd Marburg een veelbetekenende pelgrimsplaats. Sinds 1946 bevinden zich in de kerk ook de graven van de oud-president van Duitsland Paul von Hindenburg en zijn vrouw Gertrud von Sperling.
De kerk is een meesterwerk van de Duitse vroege gotiek. Samen met de Onze-Lieve-Vrouwkerk van Trier is deze hallenkerk het eerste puur gotische kerkgebouw in het Duitse taalgebied. Zij diende als voorbeeld voor de dom van Keulen.

### Landgrafenschloss (het kasteel der landgraven)
Het Landgrafenschloss troont goed zichtbaar op de westelijke heuvel van de stad. De Schlossberg is 287 m hoog.
Naast zijn historische betekenis als eerste residentie van de landgraven van Hessen is het kasteel van groot belang voor kunst- en bouwhistorici. De oudste delen van het kasteel dateren uit de 11e/12e eeuw, de burcht uit de tweede helft van de 13e eeuw.
Het kasteel wordt gedeeltelijk ingenomen door het universiteitsmuseum voor cultuurgeschiedenis. Bovendien worden er vaak theateropvoeringen georganiseerd en andere culturele evenementen, zoals middeleeuwse markten.

### Spiegelslusttoren (ookKaiser-Wilhelm-Turm)
De naam "Spiegelslust" wordt afgeleid van Werner Freiherr von Spiegel zum Desenberg, die in de 19e eeuw in Marburg studeerde. De toren is een uitkijktoren op de Lahnbergen en is 36 m hoog. Hij werd op 2 september 1890 ingehuldigd.
Andere gebouwen:
- Het historische Rathaus (raadhuis)
- De oude bovenstad (Oberstadt) met een groot aantal zeer goed onderhouden en gerestaureerde vakwerkgebouwen rond het Rathaus van 1527
- De resten van de Kiliaanskapel in romaanse stijl
- De resten van de middeleeuwse synagoge onder een glaskubus

Parken:
- Alter Botanischer Garten (oude botanische tuin)
- Neuer Botanischer Garten (nieuwe botanische tuin)

## Verkeer en vervoer
In de plaats liggen de spoorwegstations Marburg ("Marburg Hauptbahnhof") en Marburg Süd.

## Bekende Marburgers
- Elisabeth van Thüringen (1207-1231) - heilig verklaarde landgravin; stadspatroon van Marburg
- Hendrik I van Hessen (1244-1308) - eerste landgraaf van Hessen
- Filips I van Hessen (1504-1567) – stichter van de universiteit (1527)
- Adam Lonitzer (Lonicerus) (1528-1586) – natuurwetenschapper, arts en botanicus
- Nikolaus Hunnius (1585-1643) - theoloog
- Johann Balthasar Schupp (1610-1661) - professor voor geschiedenis
- Philipp Ludwig Hanneken (1637-1706) - theoloog
- Johannes Ferrarius (1486-1558) - jurist
- Friedrich Creuzer (1771-1858) - filoloog
- Karl Theodor Bayrhoffer (1812-1888) - filosoof
- Adolf von Hildebrand (1847-1921) - beeldhouwer
- Wilhelm Ritter (1850-1926) - schilder
- Emil Adolf von Behring (1854-1917) – eerste Nobelprijs voor medicijnen
- Gustav Jenner (1865-1920) - componist en dirigent
- Ferdinand Sauerbruch (1875-1951) - chirurg
- Richard Wachsmuth (1868-1941) - fysicus
- Rudolf Otto (1869-1937) - theoloog
- Hermann Jacobsohn (1879-1933) - taalwetenschapper
- Robert Lehr (1883-1956) – medestichter van de CDU (Duitse christendemocraten)
- Rudolf Bultmann (1884-1976) - theoloog
- Rudolf Lehmann (1891-1984) - historicus
- Hans-Georg Gadamer (1900-2002) - filosoof
- Wilhelm Weischedel (1905-1975) - filosoof
- Mascha Kaléko (1907-1975) - dichter
- Wolfgang Mommsen (1930-2004) - historicus
- Hans Mommsen (1930-2015) - historicus
- Walter Heinemeyer (1912-2001) - historicus
- Reinhard Hauff (1939), filmregisseur en scenarist
- Laurenz Rex (1999), wielrenner

De gebroeders Grimm hebben ook in deze stad gewoond.

## Partnersteden
- Poitiers (Frankrijk), sinds 1961
- Maribor (Slovenië), sinds 1969
- Sfax (Tunesië), sinds 1971
- Eisenach (Duitsland), sinds 1998
- Northampton (Verenigd Koninkrijk), sinds 1992
- Sibiu (Roemenië), sinds 2005

Amöneburg ·
Angelburg ·
Bad Endbach ·
Biedenkopf ·
Breidenbach ·
Cölbe ·
Dautphetal ·
Ebsdorfergrund ·
Fronhausen ·
Gladenbach ·
Kirchhain ·
Lahntal ·
Lohra ·
Marburg ·
Münchhausen ·
Neustadt (Hessen) ·
Rauschenberg ·
Stadtallendorf ·
Steffenberg ·
Weimar (Lahn) ·
Wetter (Hessen) ·
Wohratal